# Весела (річка)
Весела — річка у Харківській (в межах Краснокутського району) та Сумській областях України (в межах Охтирського району). Ліва притока Ворсклиці (басейн Дніпра).

## Опис
Довжина річки 18 км. Бере початок на південь від села Прокопенкове (Краснокутський район, Харківська область). Тече переважно на північ. Впадає до Ворсклиці біля смт Кириківка. 
На річці розташовані села та смт: Прокопенкове (Краснокутський район), Вищевеселе, Веселе, Заводське, Кириківка (Великописарівський район).